# Cannoni tedeschi ad anima conica della seconda guerra mondiale

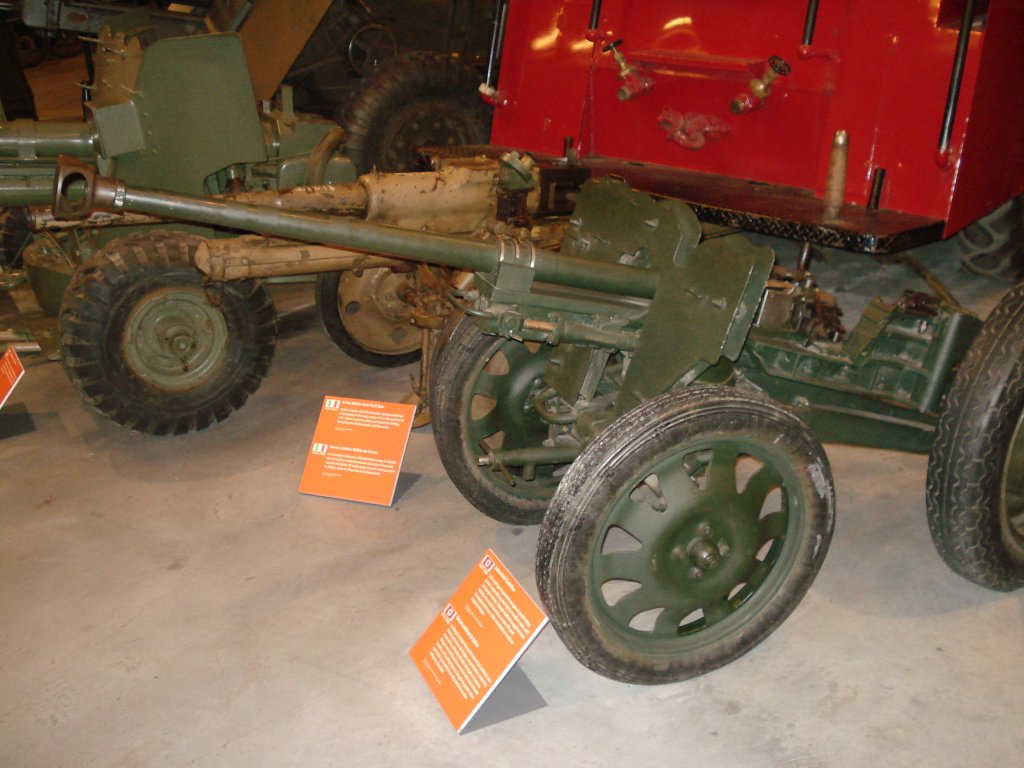
Un cannone anticarro 2,8 cm sPzB 41, nel museo di Ottawa

I cannoni controcarro ad anima conica erano armi tedesche, utilizzate dalla Wehrmacht durante la seconda guerra mondiale.

## Descrizione
Si trattava di cannoni con una canna conica che si restringeva verso la bocca, che sparavano proiettili decalibrati, non provvisti di "sabot" ma di due flange che si schiacciavano nell'anima della canna, al ridursi della sezione. La particolarità consisteva nel fatto che sparavano, ad altissima velocità, proietti perforanti sottocalibrati di tungsteno, particolarmente adatto pertanto a perforare le corazze dei carri armati.

## Versioni
Ve ne erano tre tipi principali:
- 2,8 cm sPzB 41, calibro 28 mm alla culatta, 20 all'uscita, aveva una capacità di perforare 56mm a 350 metri, peso 223 kg. Poco più che un grosso fucile anticarro, esso perforava più del 3,7 cm PaK 36 grazie alla granata da 0,124 kg con una velocità alla volata di ben 1 400 m/s. Fu utilizzato anche sui semicingolati Sd.Kfz. 250/11.
- 4,2 cm lePaK 41: calibro 40,3/29,4 mm con capacità di perforazione di 72 mm a 455 m. Peso 560 kg, velocità alla volata 1 265 m/s. Impiegava proiettili da 0,336 kg.
- 7,5 cm PaK 41: vero e proprio cannone anticarro, candidato anche a sostituire i 7,5 cm PaK 40 (utilizzato anche nei Panzer IV), che perforava 171 mm a 455 m; munizione da 2,5 kg a 1 230 m/s.

## Impiego
Furono utilizzati sia nell'artiglieria anticarro, che montati su cingolati. I cannoni ad anima conica erano armi efficaci, ma necessitavano di tungsteno (che serviva anche per altre attrezzature): così, essi vennero progressivamente ritirati dall'artiglieria della Wehrmacht. Solo il più piccolo rimase in linea, perché era dotato di proiettili molto leggeri, da 0,125 kg.